# КС Маритимо
Клуб Спорт Марѝтимо (на португалски: Club Sport Marítimo, на португалски се изговаря по-близко до Маритиму, кратка форма Маритимо) е португалски спортен клуб най-известен със своя футболен отбор, който играе на „Ещадио дош Барейрош“ в град Фуншал, Мадейра.

## Успехи
- Държавно първенство в Португалия (1921-1938):
  -  Шампион (1): 1925 – 26
- Купа на Португалия:
  -  Финалист (2): 1994 – 95, 2000 – 01
- Купа на лигата в Португалия:
  -  Финалист (2): 2014 – 15, 2015 – 16
- Лига де Онра:
  -  Шампион (3): 1976 – 77, 1981 – 82, 1985

### Регионални
- Шампионат на остров Мадейра (Португалия):
  -  Шампион (35): 1916 – 17, 1917 – 18, 1921 – 22, 1922 – 23, 1923 – 24, 1924 – 25, 1925 – 26, 1926 – 27, 1928 – 29, 1929 – 30, 1930 – 31, 1932 – 33, 1935 – 36, 1939 – 40, 1940 – 41, 1944 – 45, 1945 – 46, 1946 – 47, 1947 – 48, 1948 – 49, 1949 – 50, 1950 – 51, 1951 – 52, 1952 – 53, 1953 – 54, 1954 – 55, 1955 – 56, 1957 – 58, 1965 – 66, 1966 – 67, 1967 – 68, 1969 – 70, 1970 – 71, 1971 – 72, 1972 – 73
- Купа на остров Мадейра (Португалия):
  -  Носител (26): 1946 – 47, 1947 – 48, 1949 – 50, 1950 – 51, 1951 – 52, 1952 – 53, 1953 – 54, 1954 – 55, 1955 – 56, 1958 – 59, 1959 – 60, 1965 – 66, 1966 – 67, 1967 – 68, 1968 – 69, 1969 – 70, 1970 – 71, 1971 – 72, 1978 – 79, 1980 – 81, 1981 – 82, 1984 – 85, 1997 – 98, 2006 – 07, 2008 – 09, 2017 – 18

## Известни футболисти
- Пепе
- Фернандо Сантош
- Нуно Валенте
- Аделино Лопеш
- Марсио Нуньо
- Руй Маркеш
- Лео Лима
- Родриго Соуза

## Български футболисти
- Красимир Наков: 1990/91 - (6 мача - 1 гол)
- Антони Здравков: 1991 - (31 мача - 2 гола)
- Илиан Илиев: 1999/2002 (76 мача - 10 гола)
- Крум Бибишков: 2004/06 (28 мача - 6 гола)
- Преслав Боруков: 2024-... (15 мача - 2 гола...)

## Бивши треньори
- Анатолий Бишовец
- Паоло Аутуори
- Себастиао Лазарони